# Edmond Potonié-Pierre
Pour les articles homonymes, voir Potonié-Pierre.
Edmond Potonié (Paris, 21 août 1829 - Fontenay-sous-Bois, 22 août 1902), connu sous le nom d'Edmond Potonié-Pierre, est un pacifiste français. Il est le fondateur de la Ligue du Bien Public et cofondateur du journal Libre Échange. 

## Biographie
Le père d'Edmond Potonié-Pierre est un entrepreneur, ami de Victor Hugo.
Au cours des années 1850, Edmond Potonié-Pierre s'inspire de la Anti-Corn Law League de Richard Cobden et entend faire de même en France. Il apprend l'allemand et l'italien en voyageant à travers l'Europe.
Au cours des années 1860, il s'associe à des penseurs notables comme John Stuart Mill, Hermann Schulze-Delitzsch, Frédéric Passy et Rudolf Virchow. Après avoir reçu le soutien financier d'Henry Richard, Potonié-Pierre fonde la Ligue du Bien Public. La Ligue attaque les monopoles et les niveaux élevés d'imposition tout en prônant la liberté individuelle et la paix mondiale organisée.
Malgré un soutien antérieur, Edmond Potonié-Pierre n'était pas d'accord avec Passy sur sa Ligue internationale et permanente de la paix en raison de l'approche légaliste de Passy envers la paix et de l'approche de Potonié-Pierre de justice sociale.
En 1868, les papiers détaillant ses contacts internationaux sont saisis par la police française, et leur statut reste inconnu.
Edmond Potonié-Pierre est le conjoint de la féministe Eugénie Potonié-Pierre. Ils ont refusé de se marier, mais vivaient ensemble et ont pris le nom l'un de l'autre. Ils ont milité ensemble en faveur de la libération des communards exilés, du suffrage des femmes, ils ont fait campagne contre la pauvreté et pour la réduction des dépenses militaires.

## Publications
- Edmond Potonié-Pierre, La guerre à la guerre, 1877 (lire en ligne)
- Un peu plus tard, 1893[2]
- Historique du mouvement pacifiste, impr. de Steiger, 1899 (lire en ligne)